# Mount Kyffin
Il Monte Kyffin (in lingua inglese: Mount Kyffin) è una caratteristica montagna di colore rosso-bruno alta 1.670 m, situata all'estremità settentrionale del Commonwealth Range, catena montuosa che fa parte dei Monti della Regina Maud, in Antartide.
Il monte è caratterizzato da uno sperone roccioso inclinato che si prolunga verso nord per circa 4 miglia nautiche (7 km), proiettandosi verso il fianco orientale del Ghiacciaio Beardmore, sul quale termina con una parete a precipizio.
Fu scoperto dalla Spedizione Nimrod (British Antarctic Expedition, 1907–09) guidata dall'esploratore polare britannico Ernest Shackleton, che ne assegnò la denominazione in onore di Evan Kyffin-Thomas (1866-1935), giornalista e proprietario del giornale South Australian Register di Adelaide, in Australia. Kyffin-Thomas era stato compagno di viaggio di Shackleton durante il tragitto dall'Inghilterra.